# Payback (2016)
Payback (2016) foi um evento de wrestling profissional produzido pela WWE e transmitido em formato pay-per-view e pelo WWE Network, que ocorreu em 1 de maio de 2016, no Allstate Arena na cidade de Rosemont, Illinois. Este foi o quarto evento da cronologia do Payback e o quarto pay-per-view de 2016 na WWE. Foi também o último PPV da Reality Era.
Oito lutas foram disputadas no evento, sendo duas delas exibidas no pré-show. No evento principal, Roman Reigns derrotou AJ Styles para reter o WWE World Heavyweight Championship. Os críticos deram reações mistas ao evento, criticando a WWE por promover o evento como o início de uma "nova era", ao mesmo tempo em que empregou várias histórias que vinham usando desde a Attitude Era. Críticas especiais foram reservadas para uma reencenação do Montreal Screwjob no final da luta pelo WWE Women's Championship.

## Produção

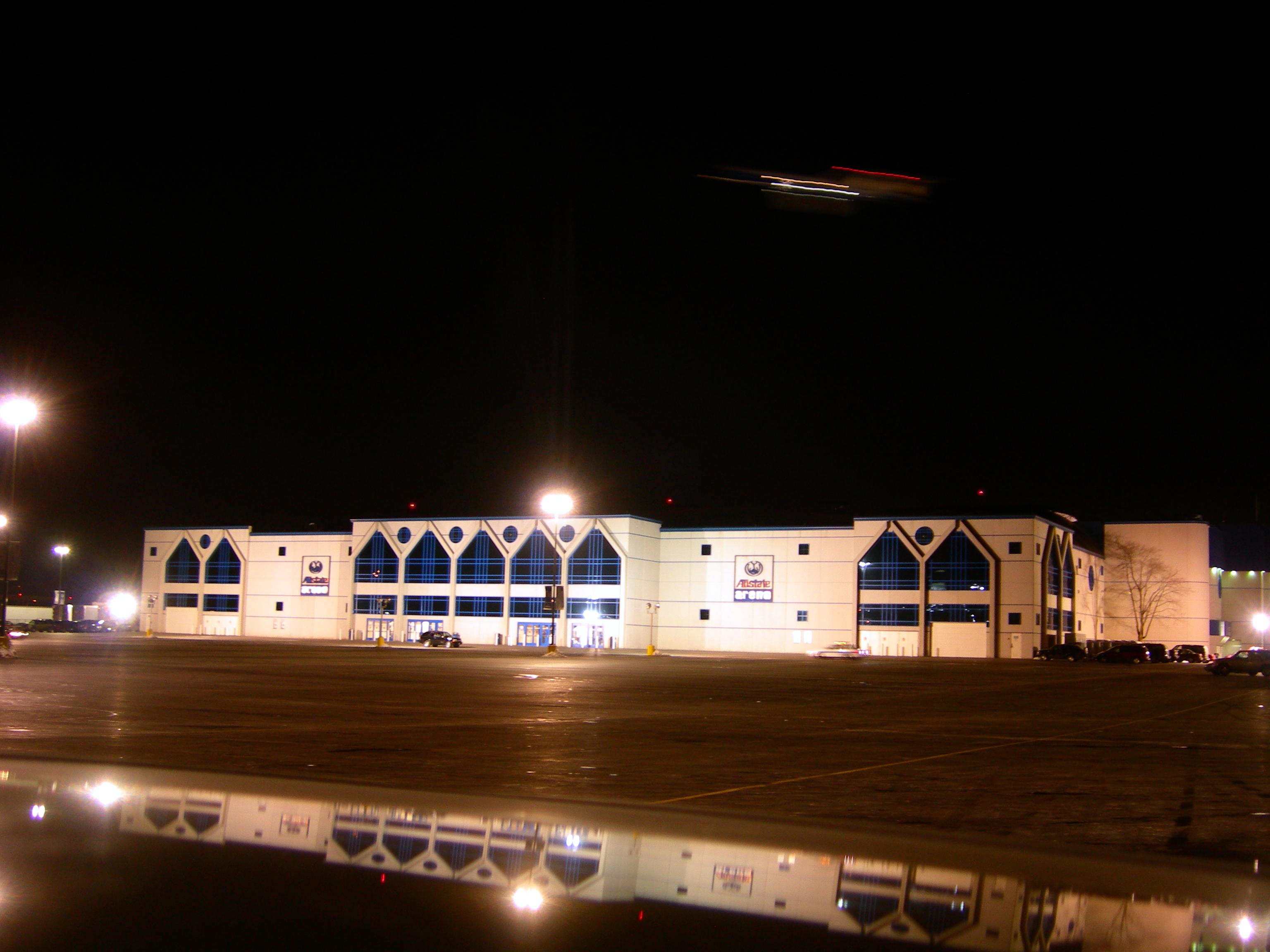
Allstate Arena em Chicago. O objeto acima que parece um OVNI é um avião pousando no aeroporto O'Hare.

### Conceito
O Payback foi um evento anual de pay-per-view estabelecido pela WWE em 2013. O evento de 2016 foi o quarto evento na cronologia do Payback. Foi também o último evento Payback a ser realizado antes da reintrodução da extensão de marcas em julho, onde a promoção novamente dividiu seu elenco entre as marcas Raw e SmackDown, representadas pelos shows de mesmo nome.

### Rivalidades
O evento consistiu em oito lutas, incluindo duas no pré-show, que resultaram de enredos roteirizados, onde os lutadores retratavam vilões, heróis ou personagens menos distinguíveis em eventos roteirizados que criaram tensão e culminaram em uma luta ou série de lutas, com resultados pré-determinados pelos escritores da WWE, enquanto as histórias foram desenvolvidas nos principais programas de televisão da WWE, Raw e SmackDown.
O Payback foi originalmente agendado para 22 de maio de 2016, no Prudential Center em Newark, New Jersey. No entanto, ele trocou datas e locais com o Extreme Rules.
Na WrestleMania 32, Roman Reigns derrotou Triple H para ganhar o WWE World Heavyweight Championship pela terceira vez. Na noite seguinte no Raw, Reigns lançou um desafio aberto pelo título, que foi respondido por Chris Jericho, AJ Styles, Kevin Owens e Sami Zayn. Isso definiu uma luta fatal four-way para definir o desafiante #1 mais tarde no show, mas Owens atacou Zayn, tornando-o incapaz de competir na luta; ele foi substituído por Cesaro. Styles venceu a luta, ganhando uma luta pelo título contra Reigns no Payback. Na semana seguinte, Zayn, após ser incapaz de competir na semana anterior, enfrentou Styles em uma luta armada por Shane McMahon, onde ele seria adicionado a luta pelo título se vencesse, mas Styles foi vitorioso. No episódio de 25 de abril do Raw, Styles salvou Reigns de um ataque de Luke Gallows e Karl Anderson, então Reigns se recuperou e atacou Styles.
Na WrestleMania 32, Zack Ryder venceu o Intercontinental Championship em uma luta de escadas de 7 homens. Na noite seguinte no Raw, Ryder perdeu o título para The Miz depois que Maryse, a esposa de Miz, o distraiu. Depois que Miz reteve o título contra Ryder no SmackDown daquela semana, Cesaro derrotou Kevin Owens na edição seguinte do Raw para se tornar o desafiante #1 ao título e ganhar uma luta pelo título contra Miz no Payback.
No Raw de 11 de abril, Shane McMahon deu início a um torneio onde os vencedores enfrentariam o The New Day pelo WWE Tag Team Championship. No episódio do Raw de 18 de abril, as finais do torneio foram agendadas para o Payback.
Sami Zayn e Kevin Owens têm brigado um com o outro desde que Owens fez sua estréia no NXT TakeOver: R Evolution em 2014. No NXT TakeOver: Unstoppable, Owens machucou Zayn em sua luta pelo NXT Championship. Zayn voltou no Royal Rumble, eliminando Owens da luta Royal Rumble. No episódio de 7 de março de 2016 do Raw, Zayn fez sua estréia no elenco principal e brigou com Owens. Na WrestleMania 32, Zayn custou a Owens o Intercontinental Championship em uma luta de escadas, que Zack Ryder venceu. Na noite seguinte no Raw, Owens atacou Zayn, impedindo-o de competir ma luta fatal four-way para definir o desafiante ao WWE Woeld Heavyweight Chapionship. Uma luta entre os dois foi posteriormente agendada para o Payback.
No episódio do Raw de 11 de abril, durante um segmento do The Highlight Reel onde Chris Jericho estava entrevistando a si mesmo, Dean Ambrose interrompeu e deu a ele uma carta de Shane McMahon informando que o The Highlight Reel foi cancelado e seria substituído pelo novo talk show de Ambrose, o The Ambrose Asylum. No episódio de 14 de abril do SmackDown, após a luta de Jericho com Sami Zayn terminar em desqualificação, Ambrose, que estava fazendo comentários com Kevin Owens durante a luta, ajudou Zayn a se defender de Jericho e Owens. No episódio de 18 de abril do Raw, depois que Ambrose derrotou Owens, Jericho atacou Ambrose com um Codebreaker, estabelecendo uma luta entre os dois no Payback.
Na WrestleMania 32, Charlotte derrotou Sasha Banks e Becky Lynch com a interferência de seu pai Ric Flair para se tornar a Campeã Feminina da WWE. Na noite seguinte no Raw, Charlotte realizou uma cerimônia para celebrar o novo título e a divisão feminina, mas sua arrogância levou as outras mulheres no ringue a irem embora, exceto Natalya, que disse a Charlotte para aprender uma lição de humildade. Depois que Charlotte afirmou que sua família sempre seria melhor do que a família Hart, Natalya então aplicou um Sharpshooter em Charlotte. Na semana seguinte no Raw, Natalya derrotou Charlotte em uma luta pelo Women's Championship, mas por desclassificação, não conquistando o título. Uma revanche foi posteriormente marcada para o Payback, com Natalya anunciando que seu tio Bret Hart estaria em seu corner.
No pré-show da WrestleMania 32, Kalisto derrotou Ryback para reter o United States Championship. No episódio de 21 de abril do SmackDown, Ryback derrotou Kalisto em uma luta não válida pelo título, ganhando uma revanche pelo título contra Kalisto no Payback.
Apesar de perder para The Undertaker na WrestleMania 32 em uma luta Hell in a Cell, onde ele ganharia o controle do Raw se vencesse, Shane McMahon recebeu da Authority o controle temporário do Raw na noite seguinte por seu pai, o presidente da WWE, Vince McMahon. Depois que Shane comandou o Raw por quatro semanas consecutivas, a irmã de Shane, Stephanie McMahon, voltou para anunciar que Vince McMahon decidiria no Payback se Stephanie ou Shane teriam o controle do Raw para sempre.
Na WrestleMania 32, Baron Corbin venceu a André the Giant Memorial Battle Royal. Corbin fez sua estréia no elenco principal na noite seguinte no Raw, lutando contra Dolph Ziggler com a luta terminando em duplo count-out. Eles iriam atacar um ao outro, estabelecendo assim uma luta entre os dois no Payback.

## Evento
| Função:                   | Nome:                           |
| ------------------------- | ------------------------------- |
| Comentaristas em inglês   | Michael Cole (PPV)              |
| Comentaristas em inglês   | John "Bradshaw" Layfield (PPV)  |
| Comentaristas em inglês   | Byron Saxton (Pré-show + PPV)   |
| Comentaristas em inglês   | Mauro Ranallo (Pré-show)        |
| Comentaristas em inglês   | Kevin Owens (The Miz vs Cesaro) |
| Comentaristas em espanhol | Carlos Cabrera                  |
| Comentaristas em espanhol | Marcelo Rodríguez               |
| Comentaristas em alemão   | Carsten Schaefer                |
| Comentaristas em alemão   | Sebastian Hackl                 |
| Anunciadoras de ringue    | Eden Stiles                     |
| Anunciadoras de ringue    | JoJo                            |
| Árbitros                  | Charles Robinson                |
| Árbitros                  | John Cone                       |
| Árbitros                  | Rudy Charles                    |
| Árbitros                  | Jason Ayers                     |
| Árbitros                  | Rod Zapata                      |
| Árbitros                  | Darrick Moore                   |
| Árbitros                  | Chad Patton                     |
| Entrevistador             | Byron Saxton                    |
| Painel do pré-show        | Renee Young                     |
| Painel do pré-show        | Corey Graves                    |
| Painel do pré-show        | Booker T                        |
| Painel do pré-show        | Jerry Lawler                    |

### Pré-show
Durante o pré-show do Payback, Dolph Ziggler enfrentou o Baron Corbin . Ziggler pinou Corbin com um roll up para vencer a luta.
Depois disso, Kalisto defendeu o United States Championship contra Ryback. Kalisto executou um Salida Del Sol em Ryback para reter o título.

### Lutas preliminares
O evento abriu com a final do torneio para determinar os desafiantes #1 ao WWE Tag Team Championship entre Enzo Amore e Colin Cassady e The Vaudevillains (Aiden English e Simon Gotch). English estava no canto e Amore atacou, resultando em Amore caindo com força no ringue depois de levar uma joelhada de English. Gotch então jogou Amore nas cordas, com a cabeça de Amore atingindo o chão com força depois de ricochetear na corda do meio, seguido por Amore caindo no chão ao lado do ringue, aparentemente nocauteado. Gotch tentou pegar Amore, mas o árbitro interveio, encerrando a luta como uma no-contest para Amore receber atenção médica. De acordo com o Canoe.ca , a cabeça de Enzo foi " golpeada com força contra o chão", deixando-o inconsciente, o que possivelmente tornou as coisas "piores quando ele então caiu no chão, já que não conseguiu se proteger". O público presente não foi atualizado sobre a lesão de Enzo.
Em seguida, Kevin Owens enfrentou Sami Zayn. A luta terminou quando Zayn tentou um Helluva Kick em Owens, mas Owens respondeu com um Superkick e executou um Pop Up Powerbomb para vencer a luta. Owens permaneceu ao lado do ringue como comentarista convidado para a próxima luta.
Depois disso, The Miz defendeu o Intercontinental Championship contra Cesaro. No final, Sami Zayn apareceu para atacar Kevin Owens, que estava nos comentários da luta. Os dois lutaram no apron do ringue até que Cesaro derrubou Zayn e Owens do apron do ringue. Enquanto Cesaro estava distraído, The Miz o imobilizou com um roll-up para reter o título.
Na quarta luta, Dean Ambrose enfrentou Chris Jericho. No final, quando Jericho tentou um Lionsault, Ambrose rebateu levantando os joelhos e executou um Dirty Deeds para vencer a luta.
Na quinta luta, Natalya, acompanhada de seu tio Bret Hart, enfrentou Charlotte, acompanhada de seu pai Ric Flair, pelo WWE Women's Championship. O fim veio quando o árbitro Charles Robinson tocou o gongo enquanto Charlotte aplicava um Sharpshooter, apesar de Natalya não ter desistido, significando que Charlotte manteve o título. Esta foi uma repetição do infame Montreal Screwjob sofrido por Bret Hart, e também apresentou um segundo enredo vintage, de Robinson como o "árbitro pessoal" de Flair, que remonta aos tempos de seu pai, Ric Flair, na World Championship Wrestling e a gimmick "Little Naitch" de Robinson. Após a luta, Bret Hart e Natalya aplicaram sharpshooters em Flair e Charlotte, respectivamente.

### Evento principal
Em seguida, o presidente da WWE, Vince McMahon, apareceu para anunciar se Stephanie ou Shane McMahon deveriam comandar o Raw. Depois que Shane e Stephanie explicaram porque deveriam comandar o Raw, Vince decidiu que Stephanie e Shane iriam comandar o Raw juntos.
No evento principal, Roman Reigns defendeu o WWE World Heavyweight Championship contra AJ Styles. Logo no início da luta, Styles aproveitou e aplicou um Calf Crusher, mas Reigns conseguiu alcançar as cordas, quebrando a submissão. Fora do ringue, Styles executou um Phenomenal Forearm em Reigns, com os dois homens atravessando uma mesa de transmissão. Reigns sofreu a contagem de dez.
Shane McMahon reiniciou a luta pelo título com uma estipulação sem count-out. Quando Styles tentou um ataque aéreo, Reigns acidentalmente o aplicou um golpe baixo e foi desclassificado, perdendo novamente a luta, mas mantendo o título. Desta vez, Stephanie McMahon reiniciou a luta pelo título sob regras de sem desqualificação. Reigns rebateu um Phenomenal Forearm com um Superman Punch. Reigns seguiu com outro Superman Punc e se preparou para executar um Spear, no entanto Karl Anderson e Luke Gallows apareceram e puxaram Styles do ringue.
Anderson e Gallows executaram um dupla Boot of Doom em Reigns, que foi seguido por um segundo Phenomenal Forearm de Styles, no entanto Reigns colocou o pé na corda, anulando a contagem. Os Usos apareceram para equilibrar as chances contra Anderson e Gallows. Reigns jogou Styles nos Usos, Gallows e Anderson saltaram sobre eles. Isso resultou em Styles executando outro Phenomenal Forearm da barricada em Reigns. De volta ao ringue, Styles executou um springboard 450 splash para uma contagem de dois. Por fim, Reigns evitou outro Phenomena Forearm e imobilizou Styles após um Spear para reter o título.
Nos bastidores, Vince, Shane e Stephanie McMahon concordaram em uma revanche pelo título com uma estipulação de Extreme Rules entre Reigns e Styles no Extreme Rules.

## Resultados
| Nº                                          | Resultados                                                                                         | Estipulações                                                               | Tempo |
| ------------------------------------------- | -------------------------------------------------------------------------------------------------- | -------------------------------------------------------------------------- | ----- |
| Pré- show                                   | Dolph Ziggler derrotou Baron Corbin                                                                | Luta individual                                                            | 7:43  |
| Pré- show                                   | Kalisto (c) derrotou Ryback                                                                        | Luta individual pelo WWE United States Championship                        | 8:45  |
| 1                                           | Enzo Amore e Colin Cassady vs. The Vaudevillains (Aiden English e Simon Gotch) acabou sem vencedor | Luta de duplas para determinar os desafiantes ao WWE Tag Team Championship | 3:58  |
| 2                                           | Kevin Owens derrotou Sami Zayn                                                                     | Luta individual                                                            | 14:30 |
| 3                                           | The Miz (com Maryse) (c) derrotou Cesaro                                                           | Luta individual pelo WWE Intercontinental Championship                     | 11:20 |
| 4                                           | Dean Ambrose derrotou Chris Jericho                                                                | Luta individual                                                            | 18:28 |
| 5                                           | Charlotte (c) (com Ric Flair) derrotou Natalya (com Bret Hart) por submissão                       | Luta individual pelo WWE Women's Championship                              | 13:04 |
| 6                                           | Roman Reigns (c) derrotou AJ Styles                                                                | Luta sem desqualificação pelo WWE World Heavyweight Championship           | 25:55 |
| (c) – Refere-se aos campeões antes da luta. | |                                                                            |       |

1. ↑  A luta foi interrompida após Enzo Amore se lesionar.
2. ↑  Natalya não desistiu do combate; no entanto, o árbitro Charles Robinson mandou tocar o sino enquanto Charlotte realizava a manobra Sharpshooter, dando a vitória a ela.
3. ↑  Styles havia vencido a luta tanto por contagem como por desqualificação previamente. No entanto, Shane McMahon e Stephanie McMahon transformaram o combate em uma luta sem contagem e sem desqualificações, respectivamente.

### Torneio pelo WWE Tag Team Championship
|  | Quartas-de-final Raw (11/4) SmackDown (14/4) | Quartas-de-final Raw (11/4) SmackDown (14/4)      | Quartas-de-final Raw (11/4) SmackDown (14/4) |                            |                            | Semifinais Raw (18/4)      | Semifinais Raw (18/4) | Semifinais Raw (18/4) |  |  | Final Payback | Final Payback | Final Payback |  |
|  |                                              |                                                   |                                              |                            |                            |                            |                       |                       |  |  |               |               |               |  |
|  | 1                                            | The Usos                                          | Pin                                          |                            |                            |                            |                       |                       |  |  |               |               |               |  |
|  | 1                                            | The Usos                                          | Pin                                          |                            |                            |                            |                       |                       |  |  |               |               |               |  |
|  | 8                                            | The Social Outcasts (Curtis Axel e Heath Slater)  | 4:16                                         |                            |                            |                            |                       |                       |  |  |               |               |               |  |
|  | 8                                            | The Social Outcasts (Curtis Axel e Heath Slater)  | 4:16                                         |                            | The Usos                   | The Usos                   | 3:26                  |                       |  |  |               |               |               |  |
|  |                                              |                                                   |                                              |                            | The Usos                   | The Usos                   | 3:26                  |                       |  |  |               |               |               |  |
|  |                                              |                                                   | The Vaudevillains                            | The Vaudevillains          | Pin                        |                            |                       |                       |  |  |               |               |               |  |
|  | 4                                            | Goldust e Fandango                                | The Vaudevillains                            | The Vaudevillains          | Pin                        | 2:01                       |                       |                       |  |  |               |               |               |  |
|  | 4                                            | Goldust e Fandango                                |                                              |                            |                            |                            |                       |                       |  |  |               |               |               |  |
|  | 5                                            | The Vaudevillains (Aiden English e Simon Gotch)   | Pin                                          |                            |                            |                            |                       |                       |  |  |               |               |               |  |
|  | 5                                            | The Vaudevillains (Aiden English e Simon Gotch)   | Pin                                          |                            | The Vaudevillains          | The Vaudevillains          | NC                    |                       |  |  |               |               |               |  |
|  |                                              |                                                   |                                              |                            |                            |                            |                       |                       |  |  |               |               |               |  |
|  |                                              |                                                   | Enzo Amore e Colin Cassady                   | Enzo Amore e Colin Cassady | 3:58                       |                            |                       |                       |  |  |               |               |               |  |
|  | 2                                            | Enzo Amore e Colin Cassady                        | Enzo Amore e Colin Cassady                   | Enzo Amore e Colin Cassady | 3:58                       | Pin                        |                       |                       |  |  |               |               |               |  |
|  | 2                                            | Enzo Amore e Colin Cassady                        |                                              |                            |                            |                            |                       |                       |  |  |               |               |               |  |
|  | 7                                            | The Ascension (Konnor e Viktor)                   | 4:20                                         |                            |                            |                            |                       |                       |  |  |               |               |               |  |
|  | 7                                            | The Ascension (Konnor e Viktor)                   | 4:20                                         |                            | Enzo Amore e Colin Cassady | Enzo Amore e Colin Cassady | Pin                   |                       |  |  |               |               |               |  |
|  |                                              |                                                   |                                              |                            | Enzo Amore e Colin Cassady | Enzo Amore e Colin Cassady | Pin                   |                       |  |  |               |               |               |  |
|  |                                              |                                                   | The Dudley Boyz                              | The Dudley Boyz            | 8:33                       |                            |                       |                       |  |  |               |               |               |  |
|  | 3                                            | The Lucha Dragons (Kalisto e Sin Cara)            | The Dudley Boyz                              | The Dudley Boyz            | 8:33                       | 3:04                       |                       |                       |  |  |               |               |               |  |
|  | 3                                            | The Lucha Dragons (Kalisto e Sin Cara)            |                                              |                            |                            |                            |                       |                       |  |  |               |               |               |  |
|  | 6                                            | The Dudley Boyz (Bubba Ray Dudley e D-Von Dudley) | Pin                                          |                            |                            |                            |                       |                       |  |  |               |               |               |  |